# Pfulgriesheim
Pfulgriesheim é uma comuna francesa na região administrativa de Grande Leste, no departamento Baixo Reno. Estende-se por uma área de 4,8 km². Em 2010 a comuna tinha 1 327 habitantes (densidade: 276,5 hab./km²).